# Being Myself
Being Myself è il primo album in studio del rapper statunitense Juvenile, pubblicato nel 1995.

## Tracce
1. Intro – 0:57
2. Betcha' 20 Dollars [Bounce II] – 5:41
3. What Cha Gotta Do – 0:42
4. G-Ing Men (feat. Ivan) – 3:59
5. Powder Bag – 5:27
6. Pass Azz 'Nigga – 4:07
7. U Can't C Me – 4:54
8. Shake Dat Azz – 6:10
9. Somethin' I Forgot/I Blowed – 6:10
10. Sling It to Tha Back – 4:37
11. Conversation With the Man Above – 4:40
12. Shout Out – 0:58
13. Radio Dial – 0:34